# ایولت (مینه‌سوتا)
ایولت، مینه‌سوتا (به انگلیسی: Eveleth, Minnesota) یک شهر در ایالات متحده آمریکا است که در شهرستان سنت لوئیس واقع شده‌است.

## خصوصیات
ایولت ۱۶٫۷۱ کیلومترمربع مساحت و ۳٬۷۱۸ نفر جمعیت دارد و ۴۸۵ متر بالاتر از سطح دریا واقع شده‌است.